# Liste de ponts d'Ille-et-Vilaine
Cette page présente la liste des ponts du département français d’Ille-et-Vilaine (région Bretagne).
Elle contient les grands ponts ainsi que les ponts des monuments historiques. La base Mérimée répertorie 289 ponts dont 1 monument historique.

## Tableau
| Image | Nom                                             | Lieu                                                        | Date                               |
| ----- | ----------------------------------------------- | ----------------------------------------------------------- | ---------------------------------- |
|       | Pont d'Acigné                                   | Acigné & Noyal-sur-Vilaine                                  | fin XIXe siècle - début XXe siècle |
|       | Pont d'Andouillé-Neuville                       | Andouillé-Neuville, le Gué de Neuville                      | XIXe siècle ; XXe siècle           |
|       | Pont d'Andouillé-Neuville                       | Andouillé-Neuville                                          | XIXe siècle ; XXe siècle           |
|       | Pont d'Antrain                                  | Antrain, rue de Pontorson                                   | XVIIIe siècle                      |
|       | Pont d'Antrain                                  | Antrain                                                     | XVIIIe siècle                      |
|       | Pont de chemin de fer d'Argentré-du-Plessis     | Argentré-du-Plessis                                         | XIXe siècle                        |
|       | Pont routier d'Argentré-du-Plessis              | Argentré-du-Plessis                                         | XIXe siècle ; XXe siècle           |
|       | Pont routier d'Argentré-du-Plessis              | Argentré-du-Plessis                                         | XIXe siècle ; XXe siècle           |
|       | Pont de chemin de fer de Baguer-Morvan          | Baguer-Morvan, les Landes de Dol, Ligne Rennes - Saint-Malo | XIXe siècle                        |
|       | Pont de la Quéhannière de Baguer-Morvan         | Baguer-Morvan, la Petite Lande Martin                       | XIXe siècle                        |
|       | Pont de la République de Baguer-Pican           | Baguer-Pican                                                | XIXe siècle                        |
|       | Pont de Bains-sur-Oust                          | Bains-sur-Oust                                              | XIXe siècle                        |
|       | Pont 1 de Bains-sur-Oust                        | Bains-sur-Oust                                              | XXe siècle                         |
|       | Pont 2 de Bains-sur-Oust                        | Bains-sur-Oust                                              | XIXe siècle                        |
|       | Pont de Bédée                                   | Bédée                                                       | XIXe siècle ; XXe siècle           |
|       | Pont de chemin de fer de Betton                 | Betton                                                      | XIXe siècle                        |
|       | Pont routier de Betton                          | Betton                                                      | XIXe siècle                        |
|       | Pont de chemin de fer de Bonnemain              | Bonnemain                                                   | XIXe siècle                        |
|       | Pont routier de Bonnemain                       | Bonnemain                                                   | XIXe siècle                        |
|       | Pont de Chevré                                  | La Bouëxière                                                | XIIIe siècle, inscrit MH           |
|       | Pont de Bovel                                   | Bovel                                                       | XIXe siècle ; XXe siècle           |
|       | Pont de Brécé                                   | Brécé                                                       | XIXe siècle                        |
|       | Pont de Brécé                                   | Brécé                                                       | XIXe siècle                        |
|       | Pont de Breteil                                 | Breteil                                                     | XXe siècle                         |
|       | Pont de Brielles                                | Brielles                                                    | XXe siècle                         |
|       | Pont routier de Bruc-sur-Aff                    | Bruc-sur-Aff                                                | XIXe siècle ; XXe siècle           |
|       | Pont des Brulais                                | Les Brulais                                                 | XVIIIe siècle ; XIXe siècle        |
|       | Pont de Chancé                                  | Chancé                                                      | XIXe siècle                        |
|       | Pont de la Planche de La Chapelle-Bouëxic       | La Chapelle-Bouëxic                                         | XIXe siècle ; XXe siècle           |
|       | Pont de La Chapelle-de-Brain                    | La Chapelle-de-Brain                                        | XIXe siècle ; XXe siècle           |
|       | Pont de La Chapelle-Thouarault                  | La Chapelle-Thouarault                                      | XIXe siècle                        |
|       | Pont 1 de Cherrueix                             | Cherrueix                                                   | XIXe siècle                        |
|       | Pont 2 de Cherrueix                             | Cherrueix                                                   | XIXe siècle                        |
|       | Pont des Barrelières                            | Cherrueix                                                   | XIXe siècle                        |
|       | Pont du Bec à l'Âne                             | Cherrueix                                                   | XIXe siècle                        |
|       | 1er Pont                                        | Chevaigné                                                   | XIXe siècle ; XXe siècle           |
|       | 2e Pont                                         | Chevaigné                                                   | XIXe siècle                        |
|       | Pont piétonnier                                 | Chevaigné                                                   | XIXe siècle                        |
|       | Pont routier de Cuguen                          | Cuguen                                                      | XIXe siècle ; XXe siècle           |
|       | Porte d'Emeraude                                | Dinard                                                      |                                    |
|       | Pont de Dol-de-Bretagne                         | Dol-de-Bretagne                                             | XIXe siècle                        |
|       | Pont de chemin de fer                           | Dol-de-Bretagne                                             | XIXe siècle                        |
|       | Pont du Moulin de l'Archevêque                  | Dol-de-Bretagne                                             | XVIIIe siècle                      |
|       | Pont de Domloup                                 | Domloup                                                     | XIXe siècle                        |
|       | Pont de la voie ferrée de Lison à Lamballe      | Epiniac                                                     | XIXe siècle                        |
|       | Pont d'Erbrée                                   | Erbrée                                                      | XIXe siècle                        |
|       | Pont d'Etrelles                                 | Etrelles                                                    | XIXe siècle ; XXe siècle           |
|       | Pont de Feins                                   | Feins                                                       | XXe siècle                         |
|       | Pont de Gahard                                  | Gahard                                                      | XIXe siècle                        |
|       | Pont de Gennes-sur-Seiche                       | Gennes-sur-Seiche                                           | XXe siècle                         |
|       | Pont de Pont-Réan                               | Pont-Réan (Guichen & Bruz)                                  | 1767, inscrit MH,.                 |
|       | Pont de Guipry                                  | Guipry                                                      | XIXe siècle                        |
|       | Pont de chemin de fer                           | Guipry                                                      | XXe siècle                         |
|       | Pont de Hirel                                   | Hirel                                                       | XIXe siècle                        |
|       | Pont de chemin de fer                           | Hirel                                                       | XIXe siècle                        |
|       | Pont-barrage de Hirel                           | Hirel                                                       | XVIIIe siècle                      |
|       | Pont de Langon                                  | Langon, Port-de-Roche                                       | 1868                               |
|       | Pont de chemin de fer                           | Langon                                                      | XIXe siècle                        |
|       | Viaduc de Corbinières                           | Langon                                                      | XIXe siècle                        |
|       | Pont de Lieuron                                 | Lieuron                                                     | XIXe siècle ; XXe siècle           |
|       | Pont de Loutehel                                | Loutehel                                                    | XIXe siècle                        |
|       | Pont de Maure-de-Bretagne                       | Maure-de-Bretagne                                           | XIXe siècle                        |
|       | Pont de Maxent                                  | Maxent                                                      | XXe siècle                         |
|       | Pont de Meillac                                 | Meillac                                                     | XIXe siècle ; XXe siècle           |
|       | Pont de Melesse                                 | Melesse                                                     | XIXe siècle                        |
|       | Pont de Mont-Dol                                | Mont-Dol                                                    | XIXe siècle ; XXe siècle           |
|       | Pont de chemin de fer                           | Mont-Dol                                                    | XIXe siècle                        |
|       | Pont de Monterfil                               | Monterfil                                                   | XIXe siècle ; XXe siècle           |
|       | Montfort Bridge                                 | Montfort-sur-Meu                                            | XIXe siècle                        |
|       | 1er Pont                                        | Montreuil-sur-Ille                                          | XIXe siècle                        |
|       | 2e Pont                                         | Montreuil-sur-Ille                                          | XIXe siècle ; XXe siècle           |
|       | 3e Pont                                         | Montreuil-sur-Ille                                          | XXe siècle                         |
|       | Pont de Mouazé                                  | Mouazé                                                      | XXe siècle                         |
|       | Pont routier de La Nouaye                       | La Nouaye                                                   | XIXe siècle ; XXe siècle           |
|       | Le Pont Collin                                  | La Nouaye                                                   | XIXe siècle ; XXe siècle           |
|       | Pont de Nouvoitou                               | Nouvoitou                                                   | XIXe siècle                        |
|       | Pont routier de Paimpont                        | Paimpont                                                    | XIXe siècle ; XXe siècle           |
|       | Pont routier de Paimpont                        | Paimpont                                                    | XIXe siècle ; XXe siècle           |
|       | Pont de Pipriac                                 | Pipriac                                                     | XXe siècle                         |
|       | Pont routier de Plélan-le-Grand                 | Plélan-le-Grand                                             | XIXe siècle ; XXe siècle           |
|       | Pont de Pleumeleuc                              | Pleumeleuc                                                  | XIXe siècle                        |
|       | Pont de Poligné                                 | Poligné                                                     | XVIIIe siècle                      |
|       | Viaduc de Redon                                 | Redon et Saint-Nicolas-de-Redon                             | 2002                               |
|       | Pont de Renac                                   | Renac                                                       | XIXe siècle ; XXe siècle           |
|       | Pont de Roz-Landrieux                           | Roz-Landrieux                                               | XIXe siècle                        |
|       | Pont de Roz-Landrieux                           | Roz-Landrieux                                               | XIXe siècle                        |
|       | Pont de Roz-Landrieux                           | Roz-Landrieux                                               | XIXe siècle                        |
|       | Pont de Saint-Armel                             | Saint-Armel                                                 | XXe siècle                         |
|       | Pont de chemin de fer                           | Saint-Armel                                                 | XIXe siècle                        |
|       | Pont de Meilleray                               | Saint-Armel                                                 | XIXe siècle                        |
|       | Pont de Vaugon                                  | Saint-Armel et Vern-sur-Seiche                              | 1757,.                             |
|       | Pont de chemin de fer de Vaugon                 | Saint-Armel et Vern-sur-Seiche                              | 1959                               |
|       | Pont des Planchettes                            | Saint-Aubin-d'Aubigné                                       | XIXe siècle ; XXe siècle           |
|       | Pont-barrage de Blanc Essay                     | Saint-Benoît-des-Ondes                                      | XVIIIe siècle                      |
|       | Pont sur le Frémur                              | Saint-Briac et Lancieux                                     | 1929                               |
|       | Pont de Saint-Coulomb                           | Saint-Coulomb                                               | XIXe siècle                        |
|       | Pont de Sainte-Anne-sur-Vilaine                 | Sainte-Anne-sur-Vilaine                                     | XIXe siècle                        |
|       | Pont de Sainte-Marie                            | Sainte-Marie                                                | XIXe siècle                        |
|       | Ponceau de halage                               | Sainte-Marie                                                | XIXe siècle                        |
|       | Pont du Grand Pas de Sainte-Marie               | Sainte-Marie                                                | XXe siècle                         |
|       | Pont de Saint-Germain-sur-Ille                  | Saint-Germain-sur-Ille                                      | XIXe siècle                        |
|       | Pont de Saint-Gonlay                            | Saint-Gonlay                                                | XXe siècle                         |
|       | Pont de Saint-Just                              | Saint-Just                                                  | XIXe siècle                        |
|       | Pont routier de Saint-Léger-des-Prés            | Saint-Léger-des-Prés                                        | XIXe siècle                        |
|       | Pont roulant de Saint-Malo à Saint-Servan       | Saint-Malo & Saint-Servan                                   | XIXe siècle                        |
|       | Pont de Saint-Malo-de-Phily                     | Saint-Malo-de-Phily                                         | XIXe siècle                        |
|       | Pont de Saint-Médard-sur-Ille                   | Saint-Médard-sur-Ille                                       | XIXe siècle                        |
|       | Pont de chemin de fer de Saint-Médard-sur-Ille  | Saint-Médard-sur-Ille                                       | XIXe siècle                        |
|       | Pont d'écluse                                   | Saint-Médard-sur-Ille                                       | XIXe siècle                        |
|       | Viaduc de Saint-Médard-sur-Ille                 | Saint-Médard-sur-Ille                                       | 2020                               |
|       | Pont de Saint-Péran                             | Saint-Péran                                                 | XIXe siècle                        |
|       | Pont de Saint-Pierre-de-Plesguen                | Saint-Pierre-de-Plesguen                                    | XIXe siècle ; XXe siècle           |
|       | Pont de Saint-Séglin                            | Saint-Séglin                                                | XIXe siècle                        |
|       | Pont de Saint-Thurial                           | Saint-Thurial                                               | Contemporain                       |
|       | Pont de Sens-de-Bretagne                        | Sens-de-Bretagne                                            | XXe siècle                         |
|       | Pont de Servon-sur-Vilaine                      | Servon-sur-Vilaine                                          | XIXe siècle                        |
|       | Pont de Sixt-sur-Aff                            | Sixt-sur-Aff                                                | XIXe siècle                        |
|       | Pont de Talensac                                | Talensac                                                    | XIXe siècle                        |
|       | Pont de Torcé                                   | Torcé                                                       | XIXe siècle ; XXe siècle           |
|       | Pont de Montigné                                | Torcé                                                       | XIXe siècle ; XXe siècle           |
|       | Pont de Tressé                                  | Tressé                                                      | XIXe siècle                        |
|       | Pont du Verger                                  | Le Verger                                                   | XIXe siècle ; XXe siècle           |
|       | Pont de Vieux-Vy-sur-Couesnon                   | Vieux-Vy-sur-Couesnon                                       | XIXe siècle                        |
|       | Pont Saint-Hubert                               | La Ville-es-Nonais et Plouër-sur-Rance                      | 1959                               |
|       | Pont Chateaubriand                              | La Ville-es-Nonais et Plouër-sur-Rance                      | 1991                               |
|       | Pont d'Angoulème du Vivier-sur-Mer              | Le Vivier-sur-Mer                                           | XIXe siècle                        |
|       | Pont du Vivier                                  | Le Vivier-sur-Mer                                           | XIXe siècle                        |
|       | Viaduc de franchissement de la rocade de Rennes | Rennes                                                      | XXe siècle                         |
|       | Viaduc de Pontchaillou                          | Rennes                                                      | XXe siècle                         |
|       | Viaduc de la Poterie                            | Rennes                                                      | XXe siècle                         |
|       | Viaduc de la ligne B du métro de Rennes         | Rennes et Cesson-Sévigné                                    | XXIe siècle                        |

## Sources